# Cierva C.7
Die Cierva C.7 (auch Loring C.VII) war ein Tragschrauber des Konstrukteurs Juan de la Cierva, von dem Mitte der 1920er Jahre ein Exemplar in Spanien von Jorge Loring gebaut wurde.

## Geschichte
Obwohl ab 1926 die weitere Entwicklung der Cierva-Tragschrauber vorwiegend in Großbritannien stattfand, bestellte die spanische Luftwaffe mit der C.7 und C.12 zwei weitere Baumuster in Spanien. Den Bau führte Jorge Loring in seinem in der Nähe des damaligen Flugplatzes Cuatro Vientos gelegenen Carabanchel-Werk durch. Heute ist hier das Unternehmen Aeronáutica Industrial, S.A. (AISA) beheimatet. Er verwendete als Ausgangskonstruktion den Rumpf eines Loring T-1 Postflugzeugs mit einem 300 PS leistenden wassergekühlten Hispano-Suiza-Motor. Mit diesem Triebwerk war die C.7 der stärkste bis dahin gebaute Tragschrauber. Den Auftrieb lieferte ein mit Schlaggelenken ausgestatteter Vierblattrotor. Für die Steuerung um die Rollachse waren Querruder an Stummelflügeln vorgesehen. Anfangs wurde ein Schleifspornfahrwerk mit jeweils zwei Rädern links und rechts mit eigenen Achsen am Hauptfahrwerk eingesetzt.
Der Erstflug der Maschine, mit J. L. Ureta am Steuer, erfolgte am 15. November 1926 kurz nach der Rückführung von der Luftfahrtausstellung in Madrid, die von 27. Oktober bis 7. November 1926 stattgefunden hatte. Nachdem im Februar 1927 bei der in England gebauten Cierva C.6 ein Rotorblattbruch auftrat, wahrscheinlich ausgelöst durch den Ermüdungsbruch einer Blattwurzel durch die fehlende Flexibilität der Blätter in der Rotationsebene, erhielten die nachfolgenden dort hergestellten Tragschrauber neben dem Schlaggelenk auch ein zusätzliches vertikales Gelenk. Auch die spanische C.7 erhielt diese Modifikation und zur gleichen Zeit ersetzte man das Vierradfahrwerk durch ein konventionelles Zweirad-Schleifspornfahrwerk. In dieser Ausführung führte der englische Pilot Reginald Truelove im Mai 1927 die Erprobung durch.
Zwar hatte die spanische Luftwaffe zwei Exemplare der C.7 bestellt, es wurde jedoch nur eine Maschine fertiggestellt. Auch Cierva selbst machte auf der C.7 viele Flüge als Passagier mit, um Schwingungsprobleme mit der Drahtverspannung zwischen den Rotorblättern besser beobachten zu können. Die Ursache wurde darin gefunden, dass die horizontalen und vertikalen Rotorgelenke keine gemeinsame Drehachse hatten. Um die dadurch ausgelösten Schwingungen in erträglichem Rahmen zu halten, waren langwierige, vor allem in England durchgeführte Entwicklungsmaßnahmen notwendig. Als Ergebnis erhielten die Rotoren späterer Baumuster entsprechend abgestimmte Schwingungsdämpfer.